# Naturschutzgebiet Auf der Rüst
Das Naturschutzgebiet Auf der Rüst  ist ein 19,5 ha großes Schutzgebiet in der Städteregion Aachen. Es befindet sich in einem Steinbruchgebiet zwischen den Stolberger Ortsteilen Breinigerberg und Büsbach und liegt in direkter Nachbarschaft zum Naturschutzgebietes Brockenberg. Das Gebiet wurde 1980 unter Schutz gestellt. Auf der Rüst ist eines von 37 zur Stadt Stolberg (Rhld.) gehörenden Naturschutzgebieten.

## Geologie

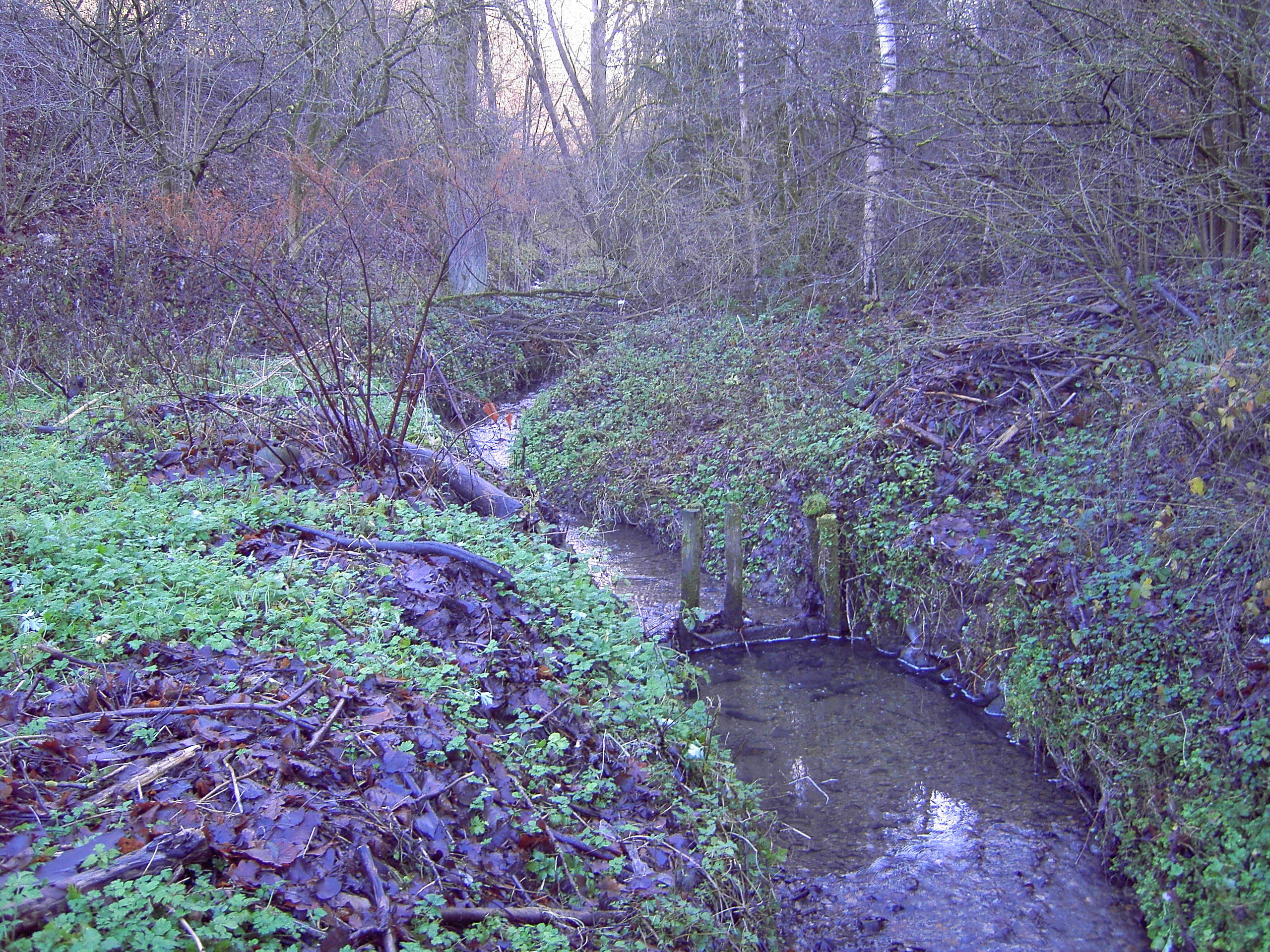
Rüstbach

Das komplette Naturschutzgebiet ist durch Kalksteinformationen geprägt. Hierbei handelt es sich um einen aus dem Unterkarbon stammenden Kalksteinrücken, der das Gebiet durchzieht. Durch menschliche Eingriffe aber auch durch Erosion gelangte der Kalkstein an die Erdoberfläche und wurde über viele Jahre abgebaut und verarbeitet.
Im Südwesten und Nordosten des Naturschutzgebietes befinden sich zwei in den Jahren 1950 bis 1969 künstlich im Grubentyp angelegte Kalkschlammteiche. Der größere Teich (ca. 2,4 ha) besitzt ein Stauvolumen von etwa 480.000 m³, der kleinere (ca. 1,8 ha) speichert ungefähr 360.000 m³ Kalkschlamm.
Der kleine, das Gebiet durchfließende Rüstbach ist verschmutzt, wobei die Schmutzfracht starken jahreszeitlichen Schwankungen unterliegt. Die Wasserqualität des Fließgewässers besitzt lediglich die Güteklasse III. Der Rüstbach ist teilweise kanalisiert und mündet nach 2,4 km in den Vichtbach.

## Geschichte

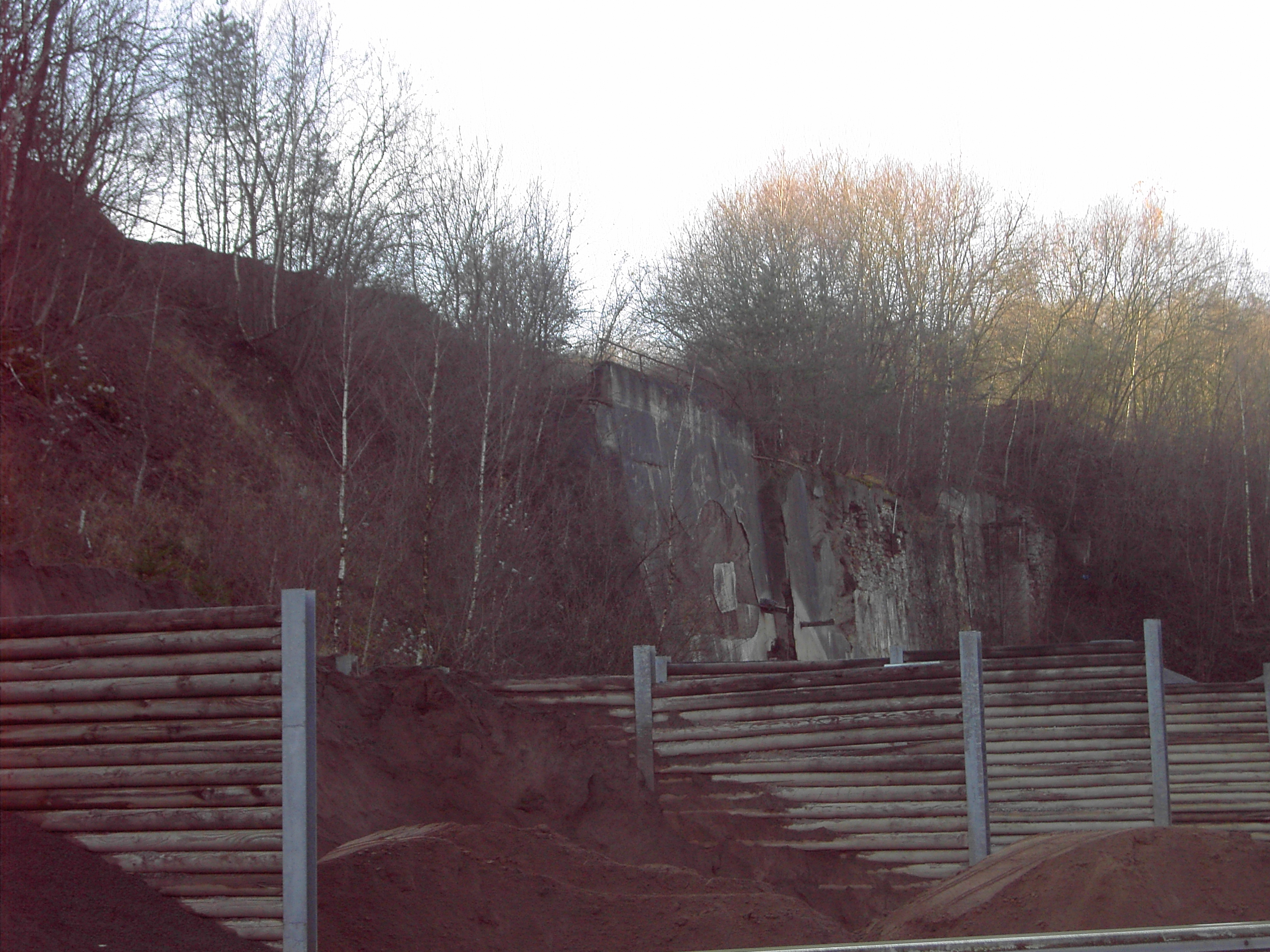
Teerschotterwerk mit Resten alter Kalköfen im Hintergrund

Im ehemaligen Steinbruchgebiet Rüst wurde bis 1975 Kalkstein abgebaut und in den gemauerten Öfen zu Kalk gebrannt. Das an das Eisenbahnnetz angeschlossene Gebiet (Bahnstrecke Stolberg-Walheim) wird inzwischen durch ein Teerschotterwerk genutzt. Die Schlammteiche befinden sich nach Aufgabe des Kalksteinabbaus im Besitz der Stadt Stolberg.
Seit der Aufgabe des Kalkabbaus nahmen die Teiche rasch einen naturnahen Charakter an und es entstand nicht nur eine reichhaltige Wasserpflanzengesellschaft, sondern ebenfalls ausgedehnte Röhrichtgebiete. In naher Zukunft ist damit zu rechnen, dass sich Stauden, Vor- und Hochwaldgewächse ansiedeln.
Den hier entstandenen Sekundärbiotopen kommt eine hohe Bedeutung für den Naturschutz zu.

## Flora
In den Waldbereichen des Naturschutzgebietes  findet man u. a. das Bergahorn (Acer pseudoplatanus L.), die Grau-Erle (Alnus incana, Syn.: Betula alnus L. var. incana L.) und die Gewöhnliche Robinie (Robinia pseudoacacia). Hinzu kommt die Hänge-Birke (Betula pendula). Soweit der Orchideen-Buchenwald noch erhalten ist, lassen sich dort verschiedene Orchideen finden.
Es wurde eine systematische Untersuchung der Flora der Klärteiche vorgenommen. Hierbei zeigte sich, dass diese die Entwicklungszustände Prae-Initialphase und Initialphase durchlaufen haben. Die Klärschlammteiche des Naturschutzgebietes „Auf der Rüst“ befinden sich momentan in einer starken Verlandung.
Im Naturschutzgebiet „Auf der Rüst“ findet man in Relikten die Natternkopf-Steinkleeflur (Echio-Melilotetum) u. a. bestehend aus typischen Vertreter wie dem Natternkopf, Steinklee, Nachtkerze, Distel oder ähnlichen Ruderalpflanzen. Die ursprünglich den Kalkschotter alpennaher Flüsse besiedelnden Pflanzen, konnten sich aufgrund ihrer Bereitschaft, kalkhaltige Böden zu besiedeln, im Bereich der Kalkklärteiche ansiedeln.
An den beiden Klärteichen des Naturschutzgebietes befand sich früher ausgeprägter Röhricht-Bewuchs. Besonders verbreitet ist das Teichröhricht (Scirpo-Phragmitetum), speziell das Schilfröhricht (Phragmites australis-Fazies des Scirpo-Phragmitetums), das Röhricht des Breitblättrigen Rohrkolbens (Typha latifolia-Fazies), das Teichbinsen-Röhricht (Schoenoplectus lacustris-Fazies des Scorpio-Phragmitetums) sowie der Röhricht des Schmalblättrigen Rohrkolbens (Typha angustifolia-Fazies des Scirpo-Phragmitetums). Insgesamt konnten über 130 Pflanzenarten im Bereich der Klärteiche identifiziert werden. Hierzu gehören Pflanzen wie das Kleine Wintergrün (Pyrola minor), der Zungen-Hahnenfuß (Ranunculus lingua), der Seidelbast (Daphne) aber auch so seltene Pflanzen wie die Bienen-Ragwurz (Ophrys apifera), die jedoch nicht auf den Schlammflächen anzutreffen ist.

## Fauna
Die Klärteiche sind der Lebensraum verschiedener Amphibien. Zu ihnen gehören Kröten aber auch die Ringelnatter (Natrix natrix). Die Teiche besitzen einen Fischbestand.

## Bedrohung des Naturschutzgebietes
Eine Bedrohung des Naturschutzgebietes entsteht aus dem permanenten Betrieb des Teerschotterwerkes. Illegale Angler wurden bereits mehrfach an den Klärteichen aufgegriffen.